# Виробнича демократія
Виробн́ича демокр́атія — це комплекс заходів з управління підприємством, заснований на участі персоналу підприємства, в прийнятті рішень щодо організації робочого процесу, а також можливих інших управлінських рішень, зокрема, щодо питання розподілу прибутку.
В умовах трансформації економіки в Україні постійно здійснюється пошук нових шляхів удосконалення виробничого процесу на підприємстві, побудова нових відносин між роботодавцями та найманими працівниками, які повинні сприяти соціально-економічній стабільності, як на виробничому, місцевому, так і національному рівнях.
Роботодавці та наймані працівники тісно пов'язані між собою в процесі трудової діяльності, вони не тільки організовують роботу виробництва, а й формують відповідні соціально-трудові відносини.

### Класифікація виробничої демократії
Виробнича демократія класифікується за такими ознаками:
- За критерієм рівня залучення персоналу та його представницьких органів до управління виробництвом і розподілу його результатів виробнича демократія може розвиватися на рівні фірми (корпорації), підприємства, цеху (дільниці), бригади (ланки), робочого місця.

- За критерієм способу залучення персоналу до опрацювання та запровадження організаційно-управлінських рішень і розподілу результатів:

```
- пряме залучення, коли працівники беруть безпосередньо участь у виконанні управлінських функцій
- непряме залучення, коли працівники делегують своє право участі в управлінні створюваним ними представницьким органам
- комбіноване залучення, яке поєднує перші два способи участі
```

- За критерієм змісту виробничої демократії:

```
- застосування різних форм, інститутів, видів участі та персоналу в управлінні виробництвом
- участь персоналу та його представницьких органів у розподілі результатів виробництва, відповідно до трудового внеску працівників
```

- Залежно від масштабу участі персоналу: співучасть, спільне управління, робітничий контроль, самоврядування

- За критерієм правових засад залучення персоналу до управління виробництвом: інституціональні та нормативно-договірні форми розвитку виробничої демократії.

### Функції виробничої демократії
До загальних функцій відносять:
- організаційно-політичну;
- регулятивно-компромісну;
- суспільно-стимулюючу;
- установчу;
- контрольну;
- охоронну.

### Принципи виробничої демократії
До основних принципів демократії науковці відносять:
- політичну свободу;
- рівноправність громадян;
- виборність органів держави і постійний контакт із ними населення;
- поділ влади;
- прийняття рішень за волею більшості при обов'язковому дотриманні прав меншості;
- плюралізм.

Виробнича демократія, як форма управління потенціалом підприємства, здатна підвищити рівень функціональності суб'єкта господарювання, підвищити дохідність підприємства, сприяти підвищенню конкурентоспроможності на ринку, зростанню продуктивності праці та наукового потенціалу на внутрішньому рівні управління.